# Mai devi domandarmi
Mai devi domandarmi è una raccolta di racconti di Natalia Ginzburg pubblicata da Garzanti nel 1970. Prende il titolo da uno dei racconti. L'opera è stata tradotta in inglese nel 1973 e in francese nel 1985, e anche in catalano.

## Genesi e storia editoriale dell'opera
I racconti che compongono la raccolta sono pubblicati dalla seconda metà degli anni '60 al 1970, come interventi sulla terza pagina de La Stampa, eccetto La casa, il primo in ordine di tempo, uscito su Il Giorno nel 1965. Ne dà testimonianza l'autrice nell'Avvertenza all'opera. I testi sono disposti dal meno al più recente, e hanno un'impostazione autobiografica.
L'opera è ristampata varie volte dall'editore originario, ma dal 1989 è pubblicata, fra le altre edizioni più sporadiche, da Einaudi, che è la casa editrice con cui l'autrice coltiva un legame di lunghissima data (che durerà fino a un anno prima della sua morte nel 1991) sia per ragioni personali - il primo marito Leone Ginzburg ne è infatti cofondatore nel 1933, insieme a Giulio Einaudi e a una ristretta cerchia di amici accomunati dagli intenti civili e intellettuali e dall'insegnamento dell'allora loro professore di lingua italiana e lingua latina Augusto Monti al Liceo classico Massimo d'Azeglio di Torino, ed è inoltre molto vicina a Cesare Pavese, figura altrettanto nevralgica della casa editrice dalla prima ora al proprio suicidio nel 1950 - che professionali - la sua collaborazione vi inizia in qualità di esterna come traduttrice del primo volume di Alla ricerca del tempo perduto di Marcel Proust, che esce nel 1946, per poi essere proseguire regolarmente assunta nel 1944, poco dopo l'uccisione del marito Leone per mano dei nazifascisti nel Carcere di Regina Coeli, prima presso la sede di Roma e dal 1945 presso quella di Torino. A partire dall'edizione datata al 2002, l'opera è corredata di una introduzione di Cesare Garboli, ed è più volte ristampata.